# ميندوري
ميندوري بلدية في ولاية ميناس جيرايس في المنطقة الجنوبية الشرقية من البرازيل.